# Таубер
Таубер (Tauber) е река в Германия. Тече през Баден-Вюртемберг и Бавария.
Тя е приток на Майн. Извира при Рот ам Зее в Баден-Вюртемберг, дълга е 130,63 км и се влива при Вертхайм в Майн, приток на Райн.
На Таубер се намира град Ротенбург об дер Таубер.
Координати: 49° 45′ 48,2″ N, 9° 30′ 49,4″ O